# OhMyGeek!
OhMyGeek! es un sitio web chileno de temática tecnológica y cultura geek, creado por Felipe Ovalle, además de ser producido por Medialabs, compañía del mismo creador.
También fue un programa radial que se trasmitió por radio Rock&Pop.

## Historia

### Radio
OhMyGeek! partió como una columna dentro de la programación de radio Rock&Pop, participando inicialmente del programa Arriba Rock&Pop (conducido por Gabriela Flores), y posteriormente de Radar Rock&Pop (conducido por Jean Philippe Cretton). A esto se sumaban cápsulas informativas con datos sobre tecnología y cultura digital en los espacios comerciales de la radio.
Desde octubre de 2014, se convirtió en un programa independiente, emitido originalmente los miércoles entre las 15:00 y las 16:00, para posteriormente ser ubicado de 20 a 21 . en el mismo día. Mientras Cretton se mantuvo en Radar Rock&Pop, hasta finales de 2015, se mantuvo la columna bisemanal en ese programa.
El programa radial finalizó el 30 de junio de 2017.

## Temáticas
El programa se dirige a actualizar sobre las principales noticias sobre tecnología, cultura geek y adelantos digitales ocurridos durante la semana; abarcándolo desde la realidad legal, novedades del mercado y entrevistas.